# Nikodem Skotarczak
Nikodem Skotarczak, alias « Nikoś » (né le 29 juin 1954 à Gdańsk et mort le 24 avril 1998 à Gdynia) est un gangster, homme d'affaires polonais.
Son histoire est reprise au cinéma dans le film de 2021 Comment je suis tombée amoureuse d'un gangster,.

## Biographie
Il évolue durant l'ère communiste dans la zone baltique.
En 2017, une biographie jugée complaisante est écrite par l'actuel président polonais Karol Nawrocki, sous le pseudonyme de Tadeusz Batyr.